# Mezzosopraan
Een mezzosopraan (uit het Italiaans: mezzo, half, sopra, boven) is in de muziek een middelhoge vrouwelijke zangstem, met een bereik van ongeveer een a klein tot a", in omvang liggend tussen de alt en sopraan. Tevens is het een aanduiding van een zangeres met een mezzosopraanstem. Veel mezzosopranen hebben een donkerdere (of rijkere) stem dan sopranen. Sommigen hebben echter precies hetzelfde bereik. De lichtste mezzosopraanstemmen zijn vernoemd naar de beroemde zangeressen Dugazon en Galli-Marié.
Mezzosopranen spelen vaak bijrollen in opera's, met als grootste uitzondering Georges Bizets Carmen en Rossini's Il barbiere di Siviglia. Vaak spelen ze oudere vrouwen, zoals Azucena en Ulrica, en jongens en verleiders.
Ook worden soubretterollen vaak gespeeld door mezzosopranen, waardoor aan de rol een donkerder en dramatischer kwaliteit wordt verleend. Heel soms, als een mezzosopraan het vocale bereik heeft, zingt zij weleens rollen die geschreven zijn voor dramatische sopranen, zoals Lady Macbeth in Giuseppe Verdi's Macbeth of zelfs Isolde in Richard Wagners Tristan und Isolde.
In de soulmuziek wordt iemand ook wel een mezzosopraan genoemd als zij een d of zelfs e boven de hoge c kan zingen (c3) en dezelfde noot onder centraal c. Hiermee bewijst de zangeres dat ze een bereik heeft van minimaal drie octaven. Een voorbeeld van zo'n zangeres was Whitney Houston.

## Mezzosopraansleutel
In de muzieknotatie maakt men gebruik van muzieksleutels die de (absolute) toonhoogte met een bepaalde lijn op de notenbalk identificeren. Zo kent men de altsleutel, de baritonsleutel, de sopraansleutel en de mezzo-sopraansleutel. Deze sleutels waren voornamelijk in gebruik in de barokmuziek. In moderne muzieknotatie worden doorgaans alleen de  bas- en vioolsleutel gebruikt.
sopraan‎ · 
mezzosopraan‎ ·
alt · 
contratenor · 
tenor‎ · 
bariton‎ · 
bas